# Istaravsjan
Istaravsjan (tadzjikiska Истаравшан, persiska استروشن) är en stad i provinsen Sughd i Tadzjikistan. Staden hade 59 900 invånare år 2015.